# BH Telecom Indoors 2007
Il BH Telecom Indoors 2007 è stato un torneo di tennis facente parte della categoria ATP Challenger Series nell'ambito dell'ATP Challenger Series 2007. Il torneo si è giocato a Sarajevo in Bosnia ed Erzegovina dal 12 al 18 marzo 2007 su campi in cemento indoor e aveva un montepremi di $35 000+H.

## Vincitori

### Singolare
Ernests Gulbis ha battuto in finale  Jan Mertl con il punteggio di 4–6, 6–4, 7–6(2)

### Doppio
Ernests Gulbis /  Deniss Pavlovs hanno battuto in finale  Jan Mertl /  Lukáš Rosol con il punteggio di 6–4, 6–3